# Chronologie du cinéma
 (janvier 2024).
 (novembre 2022).
Si vous disposez d'ouvrages ou d'articles de référence ou si vous connaissez des sites web de qualité traitant du thème abordé ici, merci de compléter l'article en donnant les références utiles à sa vérifiabilité et en les liant à la section « Notes et références ».
 (janvier 2024).
La mise en forme du texte ne suit pas les recommandations de Wikipédia : il faut le « wikifier ».
Les points d'amélioration suivants sont les cas les plus fréquents. Le détail des points à revoir est peut-être précisé sur la page de discussion.
- Les titres sont pré-formatés par le logiciel. Ils ne sont ni en capitales, ni en gras.
- Le texte ne doit pas être écrit en capitales (les noms de famille non plus), ni en gras, ni en italique, ni en « petit »…
- Le gras n'est utilisé que pour surligner le titre de l'article dans l'introduction, une seule fois.
- L'italique est rarement utilisé : mots en langue étrangère, titres d'œuvres, noms de bateaux, etc.
- Les citations ne sont pas en italique mais en corps de texte normal. Elles sont entourées par des guillemets français : « et ».
- Les listes à puces sont à éviter, des paragraphes rédigés étant largement préférés. Les tableaux sont à réserver à la présentation de données structurées (résultats, etc.).
- Les appels de note de bas de page (petits chiffres en exposant, introduits par l'outil «  Source ») sont à placer entre la fin de phrase et le point final[comme ça].
- Les liens internes (vers d'autres articles de Wikipédia) sont à choisir avec parcimonie. Créez des liens vers des articles approfondissant le sujet. Les termes génériques sans rapport avec le sujet sont à éviter, ainsi que les répétitions de liens vers un même terme.
- Les liens externes sont à placer uniquement dans une section « Liens externes », à la fin de l'article. Ces liens sont à choisir avec parcimonie suivant les règles définies. Si un lien sert de source à l'article, son insertion dans le texte est à faire par les notes de bas de page.
- La présentation des références doit suivre les conventions bibliographiques. Il est recommandé d'utiliser les modèles {{Ouvrage}}, {{Chapitre}}, {{Article}}, {{Lien web}} et/ou {{Bibliographie}}. Le mode d'édition visuel peut mettre en forme automatiquement les références.
- Insérer une infobox (cadre d'informations à droite) n'est pas obligatoire pour parachever la mise en page.

Pour une aide détaillée, merci de consulter Aide:Wikification.
Si vous pensez que ces points ont été résolus, vous pouvez retirer ce bandeau et améliorer la mise en forme d'un autre article.
Ceci est une chronologie du cinéma, résumant les principaux événements techniques, économiques et artistiques ayant jalonné son histoire.

## Avant 1900
|      | Techniques et avancées du langage cinématographique | Économie et diffusion | Courants                                  | Films importants                                                         |
| ---- | --- | --- | ----------------------------------------- | ------------------------------------------------------------------------ |
| 1888 | - 14 octobre : Louis Aimé Augustin Le Prince, avec sa Mk2 chargée d'un ruban de papier lisse enduit d'émulsion photosensible, enregistre Une scène au jardin de Roundhay. - Thomas Edison et William Kennedy Laurie Dickson obtiennent les mêmes résultats avec la série de Monkeyshines et se heurtent, comme Le Prince, au même problème d'un impossible visionnement. - John Carbutt invente un support transparent souple et lisse en nitrate de cellulose, le celluloïd, que l'industriel américain George Eastman commercialise en 1889 sous la forme de rouleaux de 70 mm de large. | |                                           |                                                                          |
| 1891 | 20 mai : Démonstration du kinétoscope de Thomas Edison et William K.L. Dickson, avec la présentation de Dickson Greeting, considéré par certains historiens comme le premier film de l'histoire du cinéma, dirigé par Dickson en personne (ce qui fait de lui le premier réalisateur de films), et joué par lui-même. | |                                           | Dickson Greeting de William Kennedy Laurie Dickson                       |
| 1892 | 28 octobre : première séance, dans le Cabinet fantastique du musée Grévin, du Théâtre optique inventé par Émile Reynaud, où sont présentés les premiers dessins animés du cinéma, dont la durée varie de 1 min 30 s à 5 minutes. Ce sont les premières projections d'images animées dépassant le cycle d'une à deux secondes des jouets optiques. | |                                           | Pauvre Pierrot d'Émile Reynaud                                           |
| 1893 | Le Kinétographe d'Edison est désormais chargé d'une pellicule à défilement vertical, mise au point par Edison, Dickson et William Heise, le 35 mm muni d'un double jeu de 4 perforations rectangulaires, soit 8 perforations par photogramme, format argentique qui est encore utilisé de nos jours. | Thomas Edison fait construire le premier studio de l'histoire du cinéma, le Kinetographic Theater (surnommé le Black Maria), dans lequel sont tournés, de 1893 à 1895, soixante-dix films, première production industrielle du 7e Art. |                                           |                                                                          |
| 1895 | Premier essai de film musical (son sur disque) par William Kennedy Laurie Dickson. | 28 décembre : Projection publique et payante à Paris par les frères Lumière au Salon Indien du Grand Café (trois mois après la projection Lumière du 28 septembre à La Ciotat dans un des plus vieux cinémas du monde, L'Eden). |                                           | La Sortie de l'usine Lumière à Lyon de Louis Lumière                     |
| 1896 | | Apparition des premiers studios en France, dont celui de Léon Gaumont. Alice Guy, première femme « directrice de prise de vues » de l'histoire. |                                           |                                                                          |
| 1897 | | - Le Cinématographe est mis en cause en France dans l'incendie du Bazar de la Charité, qui a fait 129 victimes. Désaffection du public bourgeois, principal client des frères Lumière. - Le cinéma connaît sa première crise commerciale aux États-Unis, lorsque Thomas Edison déclare la guerre des brevets, afin notamment de mieux protéger ses droits. - Création du studio de Georges Méliès. |                                           |                                                                          |
| 1898 | Premier bout à bout de prises de vues différentes, embryon de montage, avec le documentaire Scènes de la ruée vers l'or au Klondike, produit par Edison, qui comprend 5 plans. | | École de Brighton (Angleterre, 1898-1908) |                                                                          |
| 1899 | À Brighton, apparition des premiers découpages en plans, premiers montages, avec par exemple Ce qu'on voit dans un télescope, et l'année suivante, La Loupe de grand-maman. | |                                           | La Loupe de grand-maman (Grandma's Reading Glass) de George Albert Smith |

## Années 1900
Dominée commercialement et artistiquement par le cinéma français, la décennie voit la transition d'un cinéma forain itinérant (copies vendues) à un cinéma urbain installé (copies louées).
|      | Techniques et avancées du langage cinématographique                                       | Économie et diffusion | Courants                          | Films importants                         |
| ---- | ----------------------------------------------------------------------------------------- | --- | --------------------------------- | ---------------------------------------- |
| 1900 |                                                                                           | À l'Exposition universelle de Paris, le cinéma est réhabilité dans l'esprit du public des beaux quartiers.                               |                                   |                                          |
| 1901 | Premiers films en couleur.                                                                | |                                   |                                          |
| 1902 |                                                                                           | |                                   | Le Voyage dans la Lune de Georges Méliès |
| 1903 |                                                                                           | |                                   |                                          |
| 1905 |                                                                                           | Apparition à Pittsburgh des premiers Nickelodeon qui sortent le cinéma des foires et roulottes et les implantent dans le paysage urbain. |                                   |                                          |
| 1908 | Premier film utilisant les actions parallèles, Les Aventures de Dollie de D. W. Griffith. | | Le Film d'art (France, 1908-1913) |                                          |

## Années 1910
Les années 1910 sont le théâtre d'une mutation esthétique (le cinéma « en tableaux » laisse la place au découpage-montage du cinéma classique). La guerre aidant, la production bascule progressivement vers l'Amérique, alors que se succèdent les âges d'or muets des cinémas danois, italiens, et suédois.
|      | Techniques | Économie et diffusion | Courants                             | Films importants                                                                                                  |
| ---- | --- | --- | ------------------------------------ | --- |
| 1911 | Eugene Lauste présente un essai de son enregistré sur pellicule.                                                                                                | |                                      | |
| 1912 | | Fondation de la Keystone dont Mack Sennett assure la direction artistique                                                                                     |                                      | |
| 1913 | | Naissance de Hollywood où Cecil B. DeMille vient tourner l'une de ses superproductions.                                                                       |                                      | Série de 5 films "Fantômas" de Feuillade d'après Souvestre et Allain (Durée de chaque film est au minimum de 1 h) |
| 1914 | | Première super-production européenne : Cabiria de Giovanni Pastrone.                                                                                          |                                      | |
| 1915 | Feuillade tourne la série "Les vampires) en 10 épisodes (durée totale de 7 h 20 min).                                                                           | |                                      | Naissance d'une nation de D. W. Griffith                                                                          |
| 1916 | Création du Technicolor sur une seule pellicule à deux couleurs obtenues par des filtres soustractifs à la prise de vues et des filtres colorés à la projection | |                                      | |
| 1919 | | - Charles Chaplin, Douglas Fairbanks, Mary Pickford et D. W. Griffith fondent United Artists - À Moscou, création du VGIK, première école de cinéma au monde. | Impressionnisme français (1919-1929) | |

## Années 1920
Les années 1920 sont marquées par une profusion de courants d'avant-garde (souvent trans-artistiques et trans-nationaux), majoritairement européens, qui s'éteindront tous à l'arrivée du parlant.
|      | Techniques | Économie et diffusion | Courants                                                                                    | Films importants                                                          |
| ---- | --- | --- | ------------------------------------------------------------------------------------------- | ------------------------------------------------------------------------- |
| 1920 | | | Expressionnisme allemand (1920-1927)                                                        | Le Cabinet du Docteur Caligari de Robert Wiene                            |
| 1921 | | | Kammerspiel (Allemagne, 1921-1929)                                                          |                                                                           |
| 1922 | The Toll of the Sea premier film en Technicolor à deux pellicules noir et blanc et filtres. | |                                                                                             | Nanouk l'Esquimau, de Robert Flaherty (premier long-métrage documentaire) |
| 1923 | Lancement du format 16 mm par Kodak | |                                                                                             |                                                                           |
| 1925 | | | - Courants de montage soviétiques (1925-1934) - Nouvelle objectivité (Allemagne, 1925-1932) | Le Cuirassé Potemkine de Sergueï Eisenstein                               |
| 1926 | Premier long métrage musical, Don Juan, avec le système Vitaphone (son sur disque). | |                                                                                             |                                                                           |
| 1927 | - Le Chanteur de jazz, utilisant le Vitaphone, est le premier long-métrage parlant. - Avec Napoléon, Abel Gance propose un procédé tri-écrans, le Polyvision. | |                                                                                             | L'Aurore de F.W. Murnau Metropolis de Fritz Lang                          |
| 1928 | Fox Film Corporation, puis Radio Corporation of America (RCA) lancent coup sur coup deux systèmes de son enregistré photographiquement sur la pellicule même. Ces deux procédés vont imposer le cinéma sonore en peu de temps. Les studios de cinéma et les salles de projection sont alors modifiés et insonorisés en conséquence. | |                                                                                             | La Passion de Jeanne d'Arc de Carl Theodor Dreyer                         |
| 1929 | | Le 16 mai se tient la première cérémonie des oscars du cinéma américain, récompensant les meilleures prestations de l'année 1928. |                                                                                             | L'Homme à la caméra de Dziga Vertov                                       |

## Années 1930
Années du passage au parlant (la date diffère selon les pays) et de ses multiples conséquences (double-programme avec série B aux États-Unis, reconfiguration des genres...). Outre le cinéma hollywoodien, la décennie est marquée par l'âge d'or classique des cinémas chinois, français, et japonais.
|      | Techniques | Économie et diffusion | Courants | Films importants               |
| ---- | --- | --- | --- | ------------------------------ |
| 1930 | | Aux États-Unis, établissement du « code Hays », qui prétend définir la morale au cinéma, et censure de fait un certain nombre de représentations. | |                                |
| 1932 | Premier dessin animé en couleur : la Silly Symphony Des arbres et des fleurs de Walt Disney (l'année suivante, Disney obtiendra un oscar pour une autre Silly symphony en couleur : Les Trois Petits Cochons). | Première Mostra de Venise. | |                                |
| 1934 | | 1er juillet : application du code Hays. | |                                |
| 1935 | Becky Sharp, premier film en couleur (Technicolor trichrome). | | Réalisme socialiste (URSS) : nouvelle ligne artistique imposée en janvier 1935 par le premier congrès des cinéastes, dictant un « retour à la prose ». |                                |
| 1936 | Après des années de résistance (grève des benshi en 1932), le parlant s'impose enfin au Japon. | | |                                |
| 1937 | Blanche-Neige et les Sept Nains de Walt Disney est considéré comme le premier dessin animé de long métrage, de plus réalisé en couleur via le procédé industriel Technicolor. Il s'agit en fait du quatrième   | | |                                |
| 1939 | | | | La Règle du jeu de Jean Renoir |

## Années 1940
La guerre et l'immédiat après-guerre affectent la plupart des cinématographies européennes et asiatiques. La décennie est dominée par Hollywood, mais laisse entrevoir les premiers signes d'une mutation esthétique (Orson Welles aux États-Unis, Néoréalisme en Italie). Âge d'or des cinémas classiques mexicains, anglais, et égyptiens.
|      | Techniques | Économie et diffusion                                                                | Courants | Films importants                          |
| ---- | ---------- | ------------------------------------------------------------------------------------ | --- | ----------------------------------------- |
| 1940 |            |                                                                                      | Calligraphisme (Italie, 1940-1944)                                                                           |                                           |
| 1941 |            |                                                                                      | | Citizen Kane d'Orson Welles               |
| 1943 |            |                                                                                      | Néoréalisme italien (1943-1955)                                                                              |                                           |
| 1945 |            |                                                                                      | | Rome, ville ouverte de Roberto Rossellini |
| 1946 |            | Premier Festival de Cannes, après l'édition annulée de 1939.                         | |                                           |
| 1947 |            | Début du Maccarthisme avec la liste des Dix d'Hollywood.                             | Lee Strasberg crée l'Actors Studio à New York (influence cinématographique importante dans les années 1950). |                                           |
| 1948 |            | Loi anti-trust : les majors américaines doivent se séparer de leur réseau de salles. | |                                           |

## Années 1950
L'avènement de la télévision accélère les innovations techniques en salle. Les cinémas japonais et indiens connaissent chacun l'apogée de leur période classique. Parallèlement, de jeunes cinéastes poursuivent la veine néoréaliste (Chahine, Satyajit Ray...), ou annoncent déjà le cinéma moderne (Bresson, Tati, Kalatozov...). La fin de la décennie voit apparaître les premières nouvelles vagues.
|      | Techniques | Économie et diffusion | Courants                                              | Films importants                      |
| ---- | --- | --- | ----------------------------------------------------- | ------------------------------------- |
| 1951 | | Création de la Berlinale (Festival international du film de Berlin) |                                                       |                                       |
| 1952 | | Apogée du Maccarthisme aux États-Unis, qui frappe durement Hollywood. |                                                       |                                       |
| 1953 | Éphémère inflation de films en trois dimensions avant que ne sorte La Tunique (The Robe), premier film en CinemaScope.          | Effondrement du système de studio indien (la Prabhat cesse toute production en 1953, Bombay Talkies ferme en 1954, la New Theatres en 1955...).                                                 | Free cinema (Angleterre, 1953-1968)                   | Voyage à Tokyo de Yasujirō Ozu        |
| 1954 | | Les Sept Samouraïs d'Akira Kurosawa, par son exposition à la Mostra de Venise (où il remporte le lion d'argent), popularise le cinéma japonais auprès du public et des critiques occidentaux.   |                                                       |                                       |
| 1956 | | La Complainte du sentier de Satyajit Ray, par son exposition au festival de Cannes (où il reçoit le « Prix du document humain »), popularise le cinéma indien auprès des critiques occidentaux. | Nouvelle vague japonaise (1956-1970)                  | La Prisonnière du désert de John Ford |
| 1958 | Le Nagra III, appareil sonore portable léger, permet d'enregistrer un son de qualité hors studio, ouvrant aux tournages de rue. | | Cinéma direct (Canada, États-Unis, France, 1958-1962) | Sueurs froides d'Alfred Hitchcock     |
| 1959 | | | Nouvelle vague française (1959-1968)                  | Hiroshima mon amour d'Alain Resnais   |

## Années 1960
Les années 1960 sont marquées par les Nouvelles vagues, par un renouveau des cinémas documentaires et expérimentaux, et par l'émergence des cinématographies du tiers-monde. Le cinéma hollywoodien y connaît l'une de ses seules décennies moribondes[pas clair]. La production spécialisée pour cinémas de quartier (cinéma B et bis) est à son apogée, majoritairement issue de cinq pays : Grande-Bretagne, Italie, Hong-Kong, États-Unis et Japon.
|      | Techniques | Économie et diffusion | Courants                                                                                                  | Films importants                                                             |
| ---- | --- | --- | --- | ---------------------------------------------------------------------------- |
| 1960 | L'Éclair 16 (Éclair NPR), caméra 16mm silencieuse, facilite les tournages en extérieur. Permet l'essor des reportages (cinéma et télévision). | | | À bout de souffle de Jean-Luc Godard Psychose d'Alfred Hitchcock             |
| 1961 | Les 101 Dalmatiens est le premier film d'animation réalisé avec l'aide de la xérographie.                                                     | | | Les 101 Dalmatiens de Wolfgang Reitherman                                    |
| 1962 | | | Cinéma Novo (Brésil, 1962-1972)                                                                           |                                                                              |
| 1963 | | L'échec commercial de Cléopâtre met la Fox au bord de la faillite. | - Nouvelle vague tchécoslovaque (1963-1969) - Western spaghetti (1963-1978) - Giallo (1963 - années 1980) | Huit et demi de Federico Fellini La Panthère Rose de Blake Edwards           |
| 1964 | | Jeux olympiques de Tokyo : les foyers japonais s'équipent massivement de téléviseurs couleur, encouragés par une campagne de promotion (on parle des « Olympiades télévisées »).                                                                    | | Le Gendarme de Saint-Tropez de Jean Girault Mary Poppins de Robert Stevenson |
| 1965 | | | Neuer Deutscher Film (RFA, 1965-1979)                                                                     | Le Corniaud de Gérard Oury                                                   |
| 1966 | | - La Grande Vadrouille s'installe en tête du box-office français pour plusieurs décennies. - La Noire de... d'Ousmane Sembene (Sénégal) est le premier film d'Afrique subsaharienne (un moyen-métrage, après deux courts réalisés en 1955 et 1963). | | La Grande Vadrouille                                                         |
| 1967 | | En Chine continentale, la révolution culturelle provoque un arrêt quasi complet de la production jusqu'en 1971. | Nouvel Hollywood (États-Unis, 1967-1979)                                                                  | Astérix le gaulois                                                           |
| 1968 | | - Le festival de Cannes est interrompu par les événements de mai 68. - Fin du Code Hays, remplacé par un système de classification (MPAA film rating system).                                                                                       | | 2001, l'Odyssée de l'espace de Stanley Kubrick Astérix et Cléopâtre          |
| 1969 | | Création du FESPACO | |                                                                              |

## Années 1970
L'âge d'or du cinéma B et bis se poursuit, tout comme les carrières isolées des cinéastes modernes européens (Bergman, Tarkovski, Antonioni...). Aux côtés du Nouvel Hollywood, un nouveau système de studio se fortifie (premiers blockbusters). La renaissance du cinéma australien s'amorce.
|      | Techniques | Économie et diffusion | Courants | Films importants |
| ---- | --- | --- | -------- | --- |
| 1972 | | |          | Les Fous du stade de Claude Zidi Le Dernier Tango à Paris                                                                                      |
| 1973 | | Fermeture du Gaumont Palace. |          | Les Aventures de Rabbi Jacob de Gérard Oury L'Exorciste de William Friedkin                                                                    |
| 1974 | | Fondation des Studios Idéfix par René Goscinny et Albert Uderzo, à l'œuvre pour Les Douze Travaux d'Astérix et La Ballade des Dalton. |          | Emmanuelle de Just Jaeckin Les Valseuses de Bertrand Blier                                                                                     |
| 1975 | | Les Dents de la mer de Steven Spielberg est considéré comme le premier blockbuster.                                                   |          | Les Dents de la mer de Steven Spielberg Le Vieux Fusil de Robert Enrico La Course à l'échalote de Claude Zidi                                  |
| 1976 | | - Création du Festival international du film de Toronto - Première cérémonie des Césars du cinéma français.                           |          | L'Aile ou la Cuisse de Claude Zidi À nous les petites Anglaises ! de Michel Lang Les Douze Travaux d'Astérix de René Goscinny et Albert Uderzo |
| 1977 | Le succès de Star Wars, sorti en Dolby Stéréo, pousse la plupart des salles à s'équiper de systèmes sonores stéréo. | Les Aventures de Bernard et Bianca de Walt Disney Productions s'installe en tête du box-office français.                              |          | Star Wars de George Lucas Les Aventures de Bernard et Bianca de Wolfgang Reitherman, John Lounsbery et Art Stevens Rencontre du Troisième Type |
| 1978 | | Fermeture des Studios Idéfix à la suite du décès de René Goscinny.                                                                    |          | La Cage aux folles Les Bronzés de Patrice Leconte                                                                                              |
| 1979 | | Le Gendarme et les Extraterrestre est le dernier film de Louis de Funès à être installé en tête du box-office.                        |          | Le Gendarme et les Extraterrestres de Jean Girault                                                                                             |

## Années 1980
Face à l'hégémonie retrouvée d'Hollywood, certains cinémas asiatiques se réveillent (cinquième génération du cinéma chinois, cinéma taïwanais).
|      | Techniques | Économie et diffusion | Courants                                                              | Films importants |
| ---- | --- | --- | --------------------------------------------------------------------- | --- |
| 1980 | | L'échec critique et commercial de La Porte du paradis de Michael Cimino provoque la faillite de la United Artists et marque la fin du « Nouvel Hollywood ». |                                                                       | La Boum de Claude Pinoteau Les Sous-doués de Claude Zidi Le Roi et l'Oiseau de Paul Grimault |
| 1981 | | Fondation du studio Amblin Entertainment par Steven Spielberg. |                                                                       | La Chèvre de Francis Veber Rox et Rouky d'Art Stevens, Ted Berman et Richard Rich Les Aventuriers de l'arche perdue de Steven Spielberg Le Professionnel de Georges Lautner La Soupe aux choux de Jean Girault |
| 1982 | Tron est le premier film intégrant des séquences réalisées en images de synthèses. | | Nouvelle vague taïwanaise (1982-1990, « seconde vague » en 1990-2010) | E.T., l'extra-terrestre de Steven Spielberg L'As des as de Gérard Oury Deux Heures moins le quart avant Jésus-Christ de Jean Yanne Tron                                                                        |
| 1983 | | |                                                                       | L'Été meurtrier de Jean Becker Le Marginal de Jacques Deray Flashdance de Adrian Lyne Papy fait de la résistance de Jean-Marie Poiré Tchao Pantin de Claude Berri                                              |
| 1984 | | Fondation de Touchstone Pictures, une filiale des studios Disney consacrée à la production des films pour un public d'adultes. |                                                                       | Indiana Jones et le Temple maudit Marche à l'ombre Les Ripoux Gremlins SOS Fantômes |
| 1985 | | |                                                                       | Retour vers le futur Trois Hommes et un couffin Les Spécialistes Terminator |
| 1986 | Le court métrage Luxo Jr. marque la naissance des studios Pixar et devient le premier film en images de synthèses à être nommé à l'Oscar. Il marque également le premier usage de l'ombrage en images de synthèses. | - 3 février : Fondation des studios d'animation Pixar par Ed Catmull et Alvy Ray Smith. - 2 juillet : Le succès critique et financier de Basil, détective privé sauve les studios d'animation Disney de la faillite après l'échec commercial de Taram et le Chaudron magique, sorti l'année précédente. - 21 novembre : Fievel et le Nouveau Monde est le premier film d'animation produit par Steven Spielbeg. Il fut le film d'animation non-produit par Disney le plus rentable de l'époque. |                                                                       | Jean de Florette Les Fugitifs Highlander Basil, détective privé de John Musker et Ron Clements Fievel et le Nouveau Monde de Don Bluth                                                                         |
| 1987 | | 22 février : Fondation des studios Blue Sky par Chris Wedge. |                                                                       | Le Dernier Empereur Au revoir les enfants |
| 1988 | Tin Toy des studios Pixar fut le premier court métrage entièrement en images de synthèses récompensé par un Oscar.                                                                                                  | Le film La Dernière Tentation du Christ de Martin Scorsese est jugé sacrilège par certains milieux catholiques. |                                                                       | Le Grand Bleu de Luc Besson L'Ours de Jean-Jacques Annaud Qui veut la peau de Roger Rabbit |
| 1989 | | La Petite Sirène marque le début du nouvel âge d'or des studios Disney. |                                                                       | Abyss de James Cameron Indiana Jones et la Dernière Croisade La Petite Sirène de John Musker et Ron Clements                                                                                                   |

## Années 1990
Le cinéma japonais connaît un retour important sur la scène internationale. La décennie est marquée par les premières incursions du numérique : essor des effets spéciaux digitaux, expérimentations liées aux petites caméras.
|      | Techniques | Économie et diffusion | Courants                                        | Films importants |
| ---- | --- | --- | ----------------------------------------------- | --- |
| 1990 | Bernard et Bianca au pays des kangourous est le premier film entièrement tourné en numérique.                                                       | |                                                 | La Gloire de mon père Cyrano de Bergerac Pretty Woman Nikita                                                                                       |
| 1991 | | La Belle et la Bête est le premier film d'animation à être nommé à l'Oscar du meilleur film et ainsi que le premier à remporté le Golden Globe du meilleur film.    |                                                 | La Belle et la Bête Robin des Bois, prince des voleurs Croc-Blanc Tous les matins du monde                                                         |
| 1992 | | |                                                 | Aladdin Beethoven |
| 1993 | | |                                                 | Les Visiteurs Jurassic Park Germinal |
| 1994 | | Le Roi Lion devient le plus grand succès au box-office des films d'animation.                                                                                       |                                                 | Pulp Fiction Le Roi Lion Forest Gump The Mask |
| 1995 | Casper est le premier film dont le héros est en images de synthèse, et Toy Story le premier long métrage réalisé entièrement en images de synthèse. | | Dogme 95 (Danemark et international, 1995-2005) | Usual Suspects Toy Story Babe, le cochon devenu berger Jumanji                                                                                     |
| 1996 | | |                                                 | Independence Day Le Bossu de Notre-Dame Microcosmos : Le Peuple de l'herbe Space Jam                                                               |
| 1997 | | - Titanic devient le plus grand succès au box-office de l'Histoire du cinéma. - Première sortie d'un film en DVD en France avec Microcosmos : Le Peuple de l'herbe. |                                                 | Titanic de James Cameron Le Cinquième Élément de Luc Besson Didier d'Alain Chabat Men in Black de Barry Sonnenfeld Menteur, menteur de Tom Shadyac |
| 1998 | | |                                                 | Le Dîner de cons Taxi Armageddon Mulan 1 001 Pattes                                                                                                |
| 1999 | | Astérix et Obélix contre César de Claude Zidi est le film français de l'année 1999 le plus vu avec plus de 8,9 millions d'entrées.                                  |                                                 | Astérix et Obélix contre César Tarzan Matrix Jeanne d'Arc Toy Story 2                                                                              |

## Années 2000
La transition vers le cinéma numérique se poursuit. La décennie, dans une moindre mesure, est également marquée par les renouveaux des cinémas sud-coréens, roumains, et (de façon plus confidentielle) sud-asiatiques.
|      | Techniques | Économie et diffusion | Courants                      | Films importants                                                                       |
| ---- | --- | --- | ----------------------------- | -------------------------------------------------------------------------------------- |
| 2000 | | Le 2 février : Première projection commerciale de cinéma numérique à Paris, par Philippe Binant, utilisant la technologie DLP CINEMA de Texas Instruments. Toy Story 2 fut le premier film projeté en numérique en Europe.                      |                               | Taxi 2 Sixième Sens Le Goût des autres Chicken Run                                     |
| 2001 | Le 29 octobre, La Fièvre de l'ormeau d'Andrés Wood : première transmission de cinéma numérique par satellite en Europe.                                 | |                               | Harry Potter a l'école des sorciers Le Seigneur des anneaux: La communauté de l'anneau |
| 2002 | Les progrès de la technologie numérique HD permettent le montage d'un film en un seul plan-séquence de 96 minutes : L'Arche russe d'Alexandre Sokourov. | | Mumblecore (New York, 2002-…) | Astérix et Obélix : Mission Cléopâtre L'Âge de Glace                                   |
| 2004 | | En France, la fréquentation en salles atteint un sommet de 195 millions de spectateurs après 13 années de croissance quasi-continue. |                               | Les Choristes                                                                          |
| 2007 | | Grève des scénaristes d'Hollywood qui dura 101 jours. |                               | Ratatouille                                                                            |
| 2008 | | Grève des scénaristes d'Hollywood qui dura 101 jours. |                               | Bienvenue chez les Ch'tis                                                              |
| 2009 | | Avatar de James Cameron devient le film ayant réalisé le plus de recettes à l'international (2,7 milliards de dollars), détrônant ainsi Titanic au sommet du box-office mondial, et accélère la généralisation des projections en 3D numérique. |                               | Avatar L'Âge de glace 3 : Le Temps des dinosaures Le Petit Nicolas                     |

## Années 2010
La transition vers le numérique (tournage et exploitation) est achevée.
|      | Techniques | Économie et diffusion | Courants | Films importants                                               |
| ---- | --- | --- | --- | -------------------------------------------------------------- |
| 2010 | | - Le cinéma nigérian (Nollywood), marché vidéo en croissance constante depuis les années 1980, dépasse le millier de films officiellement produits par an. - Les cinémas français accueillent 200 millions de spectateurs[réf. nécessaire] et retrouvent leurs niveaux de 1968. | | Django Unchained Parasite Coco                                 |
| 2011 | En juillet, plus de la moitié des salles françaises se trouvent équipées en numérique[réf. nécessaire] (fin des projecteurs à bobines dans les cinémas UGC). | | | Harry Potter et les Reliques de la Mort, partie 2 Intouchables |
| 2012 | | - Inauguration de la Cité du cinéma de Luc Besson à Saint-Denis. - Arrivée de Netflix au Royaume-Uni. | | Les Misérables                                                 |
| 2014 | | - Déploiement de Netflix sur les marchés francophones et germanophones d'Europe occidentale | |                                                                |
| 2015 | | | Star Wars, épisode VII : Le Réveil de la Force confirme la stratégie des studios d'investir de très gros budgets pour l'exploitation de franchises[réf. nécessaire], issues notamment des univers de Marvel et DC Comics. |                                                                |
| 2019 | | - Rachat de la 21st Century Fox par Disney - Joker : Plus gros succès de tous les temps pour un film R-rated (restrictions -12,-16 etc)[réf. nécessaire] et l'un des films les plus rentables de l'histoire[réf. nécessaire].                                                   | |                                                                |

## Années 2020
|      | Techniques | Économie et diffusion | Courants | Films importants |
| ---- | ---------- | --- | -------- | ---------------- |
| 2020 |            | La pandémie de covid-19, et les différents confinements qu'elle a entrainé en 2020 et 2021 ont amené la fermeture temporaire des salles de cinéma, et le report de la sortie en salle de nombreux films en production. |          |                  |
| 2021 |            | La pandémie de covid-19, et les différents confinements qu'elle a entrainé en 2020 et 2021 ont amené la fermeture temporaire des salles de cinéma, et le report de la sortie en salle de nombreux films en production. |          |                  |
| 2022 |            | |          |                  |
| 2023 |            | Grève des scénaristes et acteurs d'Hollywood. |          |                  |
| 2024 |            | |          |                  |
| 2025 |            | |          |                  |
| 2026 |            | |          |                  |